# باشگاه فوتبال النجمه عربستان سعودی

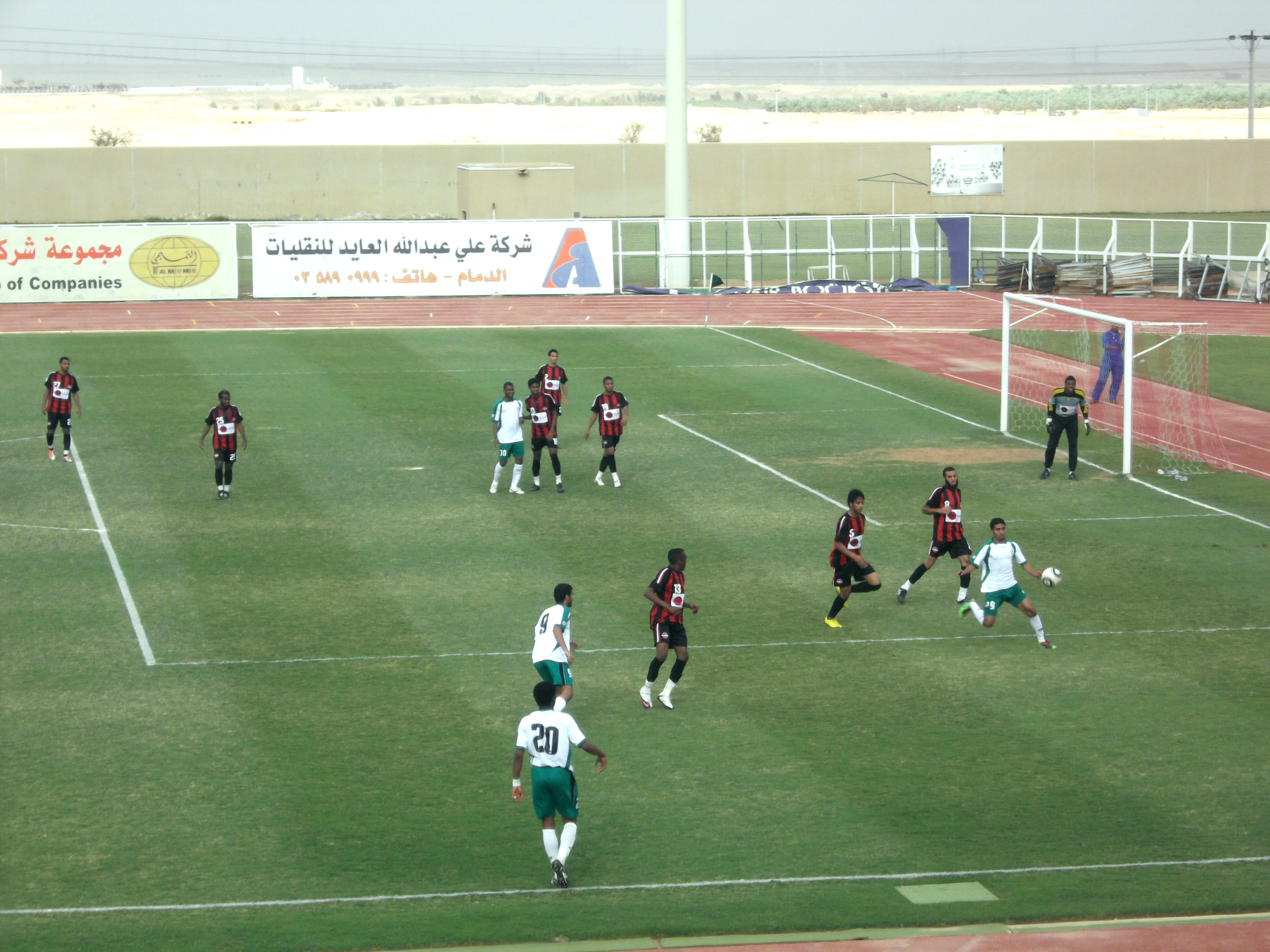
نجمه بازی در برابر باشگاه ریاض در عربستان بخش اول در سال ۲۰۱۱

باشگاه النجمه (به عربی: نادي النجمة) یک باشگاه فوتبال از عربستان سعودی است که در شهر عنیزه قرار دارد. این باشگاه هم‌اکنون در لیگ دسته اول فوتبال عربستان سعودی بازی می‌کند.
این باشگاه در سال ۱۹۶۰ تأسیس شده است و سابقهٔ حضور در لیگ حرفه‌ای فوتبال عربستان را دارد.